# 小池潜
小池 潜（こいけ ひそむ、1938年 - 2023年11月29日）は、日本の山岳写真家。日本山岳写真協会会員、日本山岳会会員。
岐阜県吉城郡上宝村（現在の高山市）出身で高山市在住。日本大学理工学部を卒業とともに小池義清（父）の後を継ぎ、北アルプスの双六小屋、鏡平山荘、わさび平小屋を経営。1988年からは黒部五郎小舎も経営する。そのかたわら、山岳写真を撮り続け、作品を雑誌やカレンダーなどに多数発表。

## 作風
- 山や自然を慈しむやわらかな感性、繊細で華麗な色彩表現、精緻な構図。アルプスの四季の移ろいを巧みに捉えた作品は、山岳写真家たちの間で第一級の折り紙がつけられている。（写真集「山の彩り」[1]カバー説明より）
- 山の写真家がよく口にする「自然と対峙する」というのと全く正反対で、まるで身内と接しているような親しみと優しさのあふれる目で山を見ている。そして口ぐせの「いいやろ、いいやろ」を連発しながら、愛と慈しみをこめて、たんたんと撮り続けているから、彼の作品にはいつもほのぼのとした温かさが漂っている。（写真集「山の彩り」[1]5頁、山岳写真家・山本和雄より）
- （作品は）槍穂高でさえ明るい表情のものが多い。それはアンダー写真の全盛期に、あえて明るい写真を撮りつづけた山本（和雄）さんと一脈通じる。しかし、山本さんの影響というより、小池さんの持って生まれた資質で、双方がそれに親近感を抱いたのだろう。（写真集「愛しき山稜」[2]105頁、初の写真集「雲ノ平・笠・裏銀座」刊行当時の編集者・木村和也より）
- 自然は無限に吸収する。その只中で、ただ自分だけの視野に留めておきたいような一瞬があるものだ。彼(小池潜)がシャッターを切るのは、そんな瞬間だろう。この人の写真の独自さ、誰にもまねのできない尊厳の理由でもある。（写真集「愛しき山稜」[2]帯説明、池内紀「山びとの目」より）

## 略歴
詳細は写真集の自伝を参照。
- 1938年（昭和13年） - 岐阜県吉城郡上宝村（現在の高山市）に生まれる。
- 1950年（昭和25年） - 上宝村村営の双六小屋[3]を小池義清（父）[4]が引き継ぐ[5]。
- 1953年（昭和28年） - 義清に連れられ初めて双六岳へ登る[6]。
- 1954年（昭和29年）～1961年（昭和36年） - 夏休みの都度、双六小屋に入り、薪の歩荷や双六池からの飲料水運びを手伝う[7]。
- 1955年（昭和30年） - 義清らの手により小池新道が開通。
- 1956年（昭和31年）～1961年（昭和36年） - 山岳画家の中村清太郎[8]が双六小屋を毎年訪れ、双六岳、鏡平、黒部五郎岳などで絵を描く。潜はイワナ釣りが得意[9]で湯俣や黒部源流にも足を運び、釣ったイワナと交換に絵を描いてもらったこともあった[10]。中村に絵を教わろうともしたが、中村から「身の周りにある茶碗やビンなどを3年間描き続けられたら教えてあげよう」と言われ、実践できず絵の道は断念。
- 1957年（昭和32年） - 義清らが荷継ぎのための小屋をワサビ平に建設（現在のわさび平小屋）[11]。
- 1962年（昭和37年） - 日本大学理工学部を卒業と同時に、義清から山へ呼び戻される。兄に代わり小屋の経営を任されるようになったが、写真好きの兄から小西六セミパールとマミヤプレス一式を譲り受け、山岳写真家としての一歩を踏み出す。
- 1963年（昭和38年）～1965年（昭和40年） - 山岳風景画家の足立源一郎が双六小屋へよく通う。1965年（昭和40年）には足立の荷物を背負って槍ヶ岳まで同行。
- 1965年（昭和40年） - 義清が鏡平に小屋（後の鏡平山荘）を新築して移り、双六小屋は潜が主となる。
- 1965年（昭和40年）～1971年（昭和46年） - 田淵行男が双六小屋に通い、三部作「山の時刻」「山の季節」「山の意匠」を発表。田淵が初めて双六小屋へ入った際、貼られていた岐阜国体（第20回国民体育大会）のポスターを見て「これは誰が撮ったの？　なかなかいい写真だね」と褒めた。ポスターの写真は樅沢岳の頂上から槍ヶ岳の夕映えを撮った小池潜の作品だった。以後、田淵の撮影には付いて歩き、夜は遅くまで田淵の話を聞く[12]。
- 1966年（昭和41年）夏 - 新田次郎が槍ヶ岳からの帰りに双六小屋を訪問。潜の語った黒部でイワナ釣り最中に起こった出来事の話が、後に設定を変え新田の短編作品「風が死んだ山」にまとめられた。
- 1972年（昭和47年）11月末 - 山岳写真家の山本和雄の撮影に同行[13]。以後、ほぼ毎年の撮影に同行し写真を教わる[14]。
- 1972年（昭和47年）～ - 前田真三が飛騨を訪れ、撮影地の案内を務める。このときから潜と前田の親交が始まる[15]。撮影現場で構図の決め方を教わったり、前田を通じ写真界の人脈も広がった。
- 1975年（昭和50年）? - 後に三代目となる岳彦（息子）誕生。
- 1979年（昭和54年） - 田中澄江が太郎兵衛平方面から縦走し双六小屋に宿泊。その後、何度か双六小屋を訪れる。
- 1980年（昭和55年） - 田中澄江が随筆集「花の百名山」を発表。双六岳はコバイケイソウ、鏡平山荘のある弓折岳はムシトリスミレ、黒部五郎岳はチングルマの咲く山として選定された。
- 1985年（昭和60年）1月3日 - 山と渓谷社編集者の木村和也が岐阜県吉城郡神岡町の旧宅を訪問、写真集制作の打合せを開始[16][17]。
- 1985年（昭和60年） - 白簱史朗が双六小屋に宿泊。雲ノ平への撮影に同行[18]。
- 1985年（昭和60年） - 初の写真集「雲ノ平・笠・裏銀座」[19]刊行。
- 1987年（昭和62年）- 黒部五郎小舎の経営を、上高地西糸屋山荘経営者の奥原教永から引き継ぐ[20]。
- 1987年（昭和62年） - 写真集「山の彩り」刊行[1]。
- 1988年（昭和63年） - 花の山旅企画[21]「双六山楽共和国」建国[22]。初代大統領には田中澄江が就任[23]、双六小屋看板の題字を受ける。写真大臣にはコンタツおじさんこと近藤辰郎が就任、撮影会イベントを担当[24]。国鳥はライチョウ、国木はブナ、国獣はオコジョ、国花はクロユリを選定。
- 1989年（平成元年） - 山と渓谷社の企画で山岳写真選集の中の1冊に黒部源流が加わることになった。それを受け、黒部五郎小舎をベースに4月の連休前から撮影を開始[25]、11月始めまで撮影が続いた[26]。
- 1991年（平成3年） - 写真集「黒部源流」刊行[27][28]。
- 1997年（平成9年） - 写真集「奥飛騨‐北アルプスと山里の暮らし」刊行[29][30]。
- 1999年（平成12年）5～6月 - 鏡平山荘を改築[31]。
- 2003年（平成15年） - 写真集「愛しき山稜」刊行[2][32]。
- 2014年（平成26年） - 山小屋の経営を岳彦（息子）に継ぐ[33]。
- 2018年（平成30年） - 月刊「山と渓谷」2018年8月号の誌上で、写真集制作中を発表[34]。2019年刊行が目標[35]。
- 2023年（令和5年) - 11月29日に85歳で死去したことを「山と渓谷オンライン」が2023年12月1日に発表[36]。

## 写真集
- 小池潜『日本の名峰21　雲ノ平・笠・裏銀座』山と渓谷社、1985年。ISBN 4635021211。
- 小池潜『山の彩り』山と渓谷社、1987年7月。ISBN 4635546209。（リンホフマスターテヒニカ4×5、エクタクロームEPR、フジクロームRDP）
- 小池潜『黒部源流』山と渓谷社、1991年8月。ISBN 4635041581。（リンホフマスターテヒニカ4×5、エクタクロームEPR、フジベルビアRVP）
- 小池潜『奥飛騨‐北アルプスと山里の暮らし』山と渓谷社、1997年5月。ISBN 4635670090。
- 小池潜『愛しき山稜』山と渓谷社、2003年5月。ISBN 4635546365。（リンホフマスターテヒニカ4×5、フジパノラマG617、ハッセルブラッド500CM、フジプロビアRDP、フジベルビアRVP、フジプロビアRDPII、フジプロビアRDPIII、エクタクロームEPR）

## 写真展
- 常時開催（2017年5月現在）： 小池潜写真展「北アルプスの四季 愛しき山稜」　新穂高ビジターセンター「山楽館（さんがくかん）」